# 野田明弘
野田 明弘（のだ あきひろ、1988年9月5日 -）は、長崎県出身の元プロサッカー選手、サッカー指導者。現役時代のポジションはディフェンダー。

## 来歴
諫早市立西諫早小でサッカーを始め、中学年代は長崎レインボーSCに所属、中学3年生のときに布啓一郎が率いるU-15日本代表に選ばれている。。
高校年代はサンフレッチェ広島ユースに所属。同期に平繁龍一、遊佐克美、金山隼樹。森山佳郎や沢田謙太郎から指導を受ける。高校1年時にU-16日本代表に選ばれる。高校2年生からボランチや右サイドバックとして試合出場を重ね、同年の高円宮杯ベスト4に貢献。高校3年では右SBのレギュラーとして、中心選手として同年のJユースカップ優勝に貢献した。
森山に進学を勧められ、早稲田大学に入学し、同校サッカー部に入部。同期に岡根直哉。大榎克己や今井敏明、古賀聡から指導を受ける。大学2年生から右サイドバックとしてレギュラーを獲得する。大学3年生でデンソーチャレンジカップ関東大学選抜Aに選ばれ、大学4年では早稲田で副キャプテンを務めた。大学4年次には主将の岡根直哉が怪我でシーズンの殆どを欠場したために公式戦でキャプテンマークを巻き続けた。
2011年、FC岐阜に入団する。同期に佐光塁。即戦力の右サイドバックとして期待され、第1節から試合出場している。
2012年、シーズン途中に右サイドバックのレギュラーを明け渡し、シーズン終了後に契約満了。
2013年より福島ユナイテッドFCに完全移籍。2016年をもって現役引退。
引退後は指導者の道へと進み、2017年からは十文字高等学校女子サッカー部のコーチに就任。
2019年からは同部の監督を務める。同年に全国高等学校総合体育大会（インターハイ）で全国優勝。
2020年からは村田女子高等学校サッカー部のコーチ・顧問に就任。その後、同部の監督となる。

## 所属クラブ
ユース経歴
- 1995年 - 2000年 諫早市立西諫早小学校
- 2001年 - 2003年 長崎レインボーSC
- 2004年 - 2006年 サンフレッチェ広島ユース （広島県立吉田高等学校）
- 2007年 - 2010年 早稲田大学

プロ経歴
- 2011年 - 2012年  FC岐阜
- 2013年 - 2016年  福島ユナイテッドFC

## 個人成績
| 国内大会個人成績 | 国内大会個人成績 | 国内大会個人成績 | 国内大会個人成績 | 国内大会個人成績 | 国内大会個人成績 | 国内大会個人成績 | 国内大会個人成績 | 国内大会個人成績 | 国内大会個人成績 | 国内大会個人成績 | 国内大会個人成績 |
| 年度             | クラブ           | 背番号           | リーグ           | リーグ戦         | リーグ戦         | リーグ杯         | リーグ杯         | オープン杯       | オープン杯       | 期間通算         | 期間通算         |
| 年度             | クラブ           | 背番号           | リーグ           | 出場             | 得点             | 出場             | 得点             | 出場             | 得点             | 出場             | 得点             |
| 日本             | 日本             | 日本             | 日本             | リーグ戦         | リーグ戦         | リーグ杯         | リーグ杯         | 天皇杯           | 天皇杯           | 期間通算         | 期間通算         |
| ---------------- | ---------------- | ---------------- | ---------------- | ---------------- | ---------------- | ---------------- | ---------------- | ---------------- | ---------------- | ---------------- | ---------------- |
| 2011             | 岐阜             | 2                | J2               | 37               | 0                | -                | -                | 1                | 0                | 38               | 0                |
| 2012             | 岐阜             | 2                | J2               | 26               | 0                | -                | -                | 0                | 0                | 26               | 0                |
| 2013             | 福島             | 3                | JFL              | 30               | 0                | -                | -                | 2                | 0                | 32               | 0                |
| 2014             | 福島             | 3                | J3               | 30               | 0                | -                | -                | 1                | 0                | 31               | 0                |
| 2015             | 福島             | 3                | J3               | 27               | 0                | -                | -                | 1                | 0                | 28               | 0                |
| 2016             | 福島             | 3                | J3               | 19               | 0                | -                | -                | 1                | 0                | 20               | 0                |
| 通算             | 日本             | 日本             | J2               | 63               | 0                | -                | -                | 1                | 0                | 64               | 0                |
| 通算             | 日本             | 日本             | J3               | 76               | 0                | -                | -                | 3                | 0                | 79               | 0                |
| 通算             | 日本             | 日本             | JFL              | 30               | 0                | -                | -                | 2                | 0                | 32               | 0                |
| 総通算           | 総通算           | 総通算           | 総通算           | 169              | 0                | -                | -                | 6                | 0                | 175              | 0                |

- Jリーグ初出場 : 2011年3月6日 J2第1節 対大分トリニータ (岐阜メモリアルセンター長良川競技場)